# Les Visiteurs en Amérique
Pour les articles homonymes, voir Les Visiteurs.
Pour plus de détails, voir Fiche technique et Distribution.
Les Visiteurs en Amérique (Just Visiting) est un film franco-américain, réalisé par Jean-Marie Poiré (crédité au générique sous le nom de Jean-Marie Gaubert), sorti en 2001.
Remake américain du film français Les Visiteurs (immense succès à sa sortie en 1993), Les Visiteurs en Amérique a non seulement la particularité d'avoir le même réalisateur que le film original, Jean-Marie Poiré, mais aussi d'avoir, dans les rôles principaux, le même duo d'acteurs, Jean Reno et Christian Clavier. Des acteurs anglophones comme Christina Applegate, Malcolm McDowell, Tara Reid et Matt Ross complètent la distribution.
Comme le film dont il est adapté, ce remake raconte l'histoire d'un noble, Thibault de Malfete, et de son écuyer, André le Pâté, vivant au Moyen Âge qui, devant réparer une erreur fatale, font appel à un enchanteur qui les fait voyager dans le temps mais qui les envoie par mégarde dans le futur, au début du XXIe siècle. Alors que l'action se déroulait entièrement en France dans les films originaux, elle se déroule cette fois-ci en Angleterre et aux États-Unis, mais les deux personnages principaux sont toujours des Français.
Contrairement aux films originaux (Les Visiteurs et Les Couloirs du temps), ce remake ne trouva pas son public, ni aux États-Unis, ni en France. L'échec du film mit même la Gaumont en difficulté, le budget du film étant très élevé.

## Synopsis

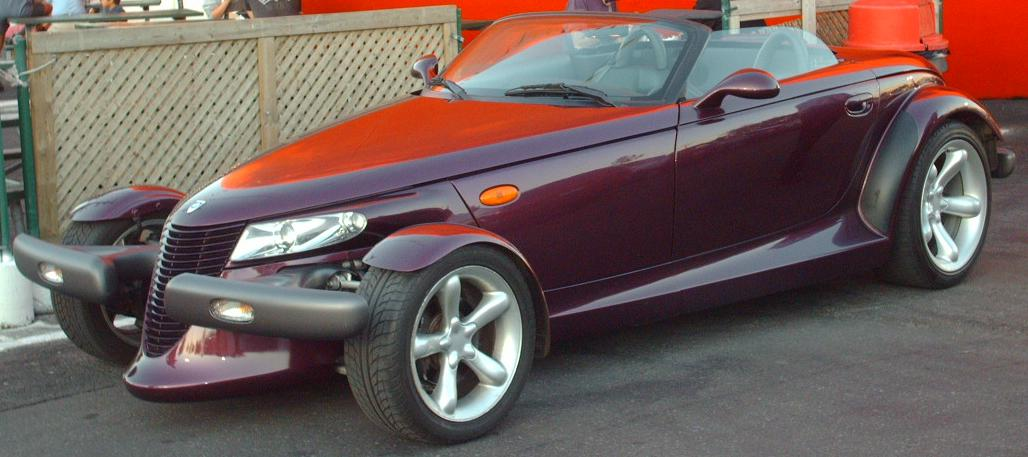
C'est dans une Plymouth Prowler qu'Angélique et André arrivent à Las Vegas.

Au Moyen Âge, le comte Thibault de Malfete, gentilhomme français, s'apprête à épouser la princesse anglaise Rosaline. Mais un noble jaloux fait boire à Thibault une potion qui lui donne momentanément des hallucinations ; Thibault prend Rosaline pour un monstre et la tue. Condamné à mort et voulant réparer son erreur pour retrouver sa promise, il va voir un enchanteur qui lui confectionne une potion pour remonter le temps. Son écuyer, André le Pâté, goûte la potion avant lui. Mais à cause d'une erreur d'ingrédients, Thibault et André se retrouvent projetés à Chicago à la fin du XXe siècle. Thibault y rencontre une lointaine descendante.

## Fiche technique
Sauf indication contraire, les informations mentionnées dans cette section peuvent être confirmées par les bases de données cinématographiques IMDb et Allociné,  présentes dans la section « Liens externes ».
- Titre original : Just Visiting
- Titre français : Les Visiteurs en Amérique
- Réalisation : Jean-Marie Poiré
- Scénario : Christian Clavier, John Hughes et Jean-Marie Poiré, d'après le scénario du film Les Visiteurs sorti en 1993
- Musique : John Powell
- Direction artistique : John D. Jefferies Sr.
- Décors : Doug Kraner
- Costumes : Penny Rose
- Photographie : Ueli Steiger
- Son : Ron Bartlett, Gary Gegan, Mike Harris, Matthew Iadarola, Elliott Koretz, Mark A. Mangini, Mark Smith
- Montage : Michael A. Stevenson
- Production : Patrice Ledoux et Ricardo Mestres
  - Production déléguée : Richard Hashimoto
  - Production associée : John Alan Amicarella, Christian Clavier et Jean-Marie Poiré
- Sociétés de production :
  - États-Unis : Bruin Grip Services, en association avec Hollywood Pictures
  - France : présenté par Gaumont
- Sociétés de distribution : Buena Vista Pictures Distribution (États-Unis) ; Gaumont Buena Vista International (France)
- Budget : 35 millions USD[2] ; 53 520 000 €[3]
- Pays de production :  États-Unis,  France
- Langues originales : anglais, français
- Format : couleur (Astrocolor) / (Technicolor) — 35 mm — 2,35:1 (Panavision) — son DTS / Dolby Digital / SDDS
- Genre : comédie, aventure, fantastique
- Durée : 88 minutes (États-Unis) ; 95 minutes (France)[a 1]
- Dates de sortie[4] :
  - États-Unis : 6 avril 2001
  - France, Belgique, Suisse romande : 11 avril 2001[a 1],[5],[6]
- Classification[7] :
  - États-Unis : accord parental recommandé, film déconseillé aux moins de 13 ans (PG-13 - Parents Strongly Cautioned)[N 1]
  - France: tous publics (conseillé à partir de 10 ans)[a 1],[8]
  - Belgique : tous publics (Alle Leeftijden)[5]
  - Suisse romande : interdit aux moins de 10 ans[9]

## Distribution
- Christian Clavier (VF : lui-même) : André le Paté, écuyer de Thibault
- Jean Reno (VF : lui-même) : Thibault, comte de Malfète
- Christina Applegate (VF : Valérie Karsenti) : la princesse Rosaline[N 2], fille du roi d'Angleterre / Julia Malfete, descendante de Thibault et Rosaline
- Matt Ross (VF : Laurent Natrella) : Hunter Cassidy, le fiancé de Julia
- Tara Reid (VF : Ludivine Sagnier) : Angélique, la bonne de Byron
- Bridgette Wilson-Sampras (VF : Stéphanie Murat) : Amber, maîtresse de Hunter
- John Aylward (VF : Michel Bedetti) : Byron, le voisin de Julia et Hunter
- George Plimpton (VF : Bernard Dhéran) : le Dr Brady, directeur du musée
- Malcolm McDowell (VF : Rémy Darcy) : le mage
- Robert Glenister (VF : Gabriel Le Doze) : le comte de Warwick
- Roy Boutcher (VF : Jacques Ciron) : le maître d'hôtel du restaurant Latour
- Richard Bremmer : le roi Henry II, père de Rosaline[N 3]
- Sarah Badel : la reine Aliénor, mère de Rosaline[N 3]
- Bill Bailey : le père de Thibault
- Clare Welch : la mère de Thibault
- Jennifré DuMont : le patron du restaurant Latour
- Alexis Loret (VF : lui-même) : François Lecombier
- Alan Shaw (VF : Jean-Claude Sachot) : l'imposant shérif du Moyen Âge
- Molly Price : l'enseignante visitant le musée avec ses élèves
- Kelsey Grammer : le narrateur[N 4]
Version française
  - Société de doublage : Alter Ego[10],[11]
  - Direction artistique : François Dunoyer et Hervé Icovic[11],[10]
  - Adaptation des dialogues : Sylvie Caurier[10]
  - Voix additionnelles : Jean-Pierre Moulin

Source VF : Allodoublage et RS Doublage

## Production

### Genèse
Dès la sortie du second film, Les Couloirs du temps : Les Visiteurs 2, dont la fin est ouverte, Jean-Marie Poiré et Christian Clavier pensent à un troisième volet des aventures de Jacquouille et Godefroy. Mais le réalisateur et producteur américain John Hughes, après avoir visionné le premier film, lors d'un voyage en avion vers l'Europe, contacte la Gaumont pour négocier avec Poiré et Clavier les droits du scénario. Les deux Français mettent de côté leur idée de suite et se dirigent vers une adaptation américaine du premier film, dont John Hughes sera le producteur pour Disney et Gaumont.

### Scénario
Jean-Marie Poiré et Christian Clavier retravaillent le scénario du premier film avec les américains John Hughes et Chris Columbus et transposent l'action en Angleterre et aux États-Unis.

#### Adaptation du scénario
| Dans les deux premiers films originaux | Dans la version américaine |
| --- | --- |
| Godefroy de Montmirail doit épouser la fille d'un duc français, que le roi Louis VI le Gros lui a promis en « épousailles ».                                                                                 | Thibault de Malfète doit épouser l'héritière du trône d'Angleterre, pour sceller l'amitié entre la France et l'Angleterre après la Guerre de Cent Ans.                                                                                    |
| La sorcière empoisonne Godefroy de sa propre volonté. | La sorcière empoisonne Thibault sur l'ordre du comte de Warwick qui, convoitant Rosaline et le trône, veut s'en débarrasser. |
| Sous l'effet du poison, Godefroy tue son futur beau-père le prenant pour un ours. | Thibault tue sa promise la prenant pour un démon. |
| Godefroy est rejeté par Frénegonde et vraisemblablement par la noblesse, après avoir tué le duc de Pouille.                                                                                                  | Thibault est condamné à mort par décapitation. |
| Jacquouille dérobe les bijoux du duc de Pouille à la fin des funérailles de celui-ci. | André s'empare d'un coffret serti de pierres précieuses dans la cellule de Thibault. |
| Lors du déplacement dans le temps, Godefroy devient une statue de cristal qui éclate en morceaux tandis que Jacquouille se transforme en tas d’excréments.                                                   | Thibault se change en statue de pierre qui se désagrège. André, quant à lui, prend d'abord la forme d'un ballon bondissant avant de devenir une flaque.                                                                                   |
| Jacquouille et Godefroy se réveillent au XXe siècle dans le même pays, en France, en pleine campagne. | André et Thibault se réveillent non pas en Angleterre, mais aux États-Unis, en plein Chicago. En effet, la chambre de Thibault a été reconstituée dans un musée.                                                                          |
| Godefroy et Jacquouille s'étonnent de voir un noir - que Jacquouille prend pour « un sarrasin » - au volant d'une camionnette postale.                                                                       | Les gens de couleurs ne dérangent nullement Thibault et André. |
| Godefroy et Jacquouille détruisent la camionnette postale sur une route de campagne. | Thibault et André saccagent la voiture d'un citoyen ordinaire à l'entrée du parking souterrain du musée. |
| Béatrice prend Godefroy pour son cousin Hubert, un pilote de rallye qui a disparu dans un accident à Bornéo pendant le Raid Gauloises.                                                                       | Julia prend Thibault pour un lointain cousin français lui aussi comte de Malfete (mais dont le prénom n'est pas indiqué), qui était coureur à voile et a disparu en mer lors d'une tempête.                                               |
| Jacquouille la Fripouille rencontre son descendant, Jacques-Henri Jacquart, un nouveau riche qui aurait fait changer son patronyme « pour faire plus smart », dixit Béatrice.                                | Il n'est pas mentionné qu'André le Paté ait un descendant. |
| Le château de Montmirail est devenu, au XXe siècle, un hôtel de luxe tenu par Jacquart. | Le château de Malfète est longtemps resté à l'abandon mais Julia le fait rénover pour pouvoir le revendre. |
| Jean-Pierre, dentiste, est un mari honnête et malgré ses colères, assez compréhensif. | Hunter, patron d'une galerie d'art, est un homme malveillant dont l'ambition est, avec l'aide de sa collègue et maîtresse Amber, d'escroquer Julia qui souhaite vendre tous les biens de la famille Malfète.                              |
| Jacquouille tombe amoureux de Ginette, une clocharde rencontrée sur le parking d'un restaurant Courtepaille.                                                                                                 | André tombe amoureux d'Angélique, une jeune servante qui travaille chez les voisins de Julia et Hunter. |
| Godefroy et Jacquouille dînent avec Béatrice et Jean-Pierre dans la salle à manger. Par la suite, les deux protagonistes médiévaux prennent un bain.                                                         | Après que Thibault et André ont pris leur bain, Julia et Hunter les emmènent dîner au restaurant "Latour". Dans ce restaurant, André retire les luminaires en forme de chandeliers comme fait Jacquouille au château-hôtel de Montmirail. |
| Béatrice et Jean-Pierre sont parents de deux enfants, Florian et Ondine. | Julia et Hunter n'ont pas d'enfants |
| En cassant la télévision, Jacquouille provoque un incendie. | La télévision explose sans causer davantage de dégâts. |
| La bouteille de Chanel No 5 grand format coûte 6 000 francs. | Cette même bouteille vaut 2 000 dollars. |
| Godefroy apprend par Béatrice que la famille Montmirail n'est entrée dans l'histoire qu'à la fin du XVIIIe siècle grâce à Gonzague de Montmirail qui devint révolutionnaire et finit guillotiné.             | Thibault découvre l'arbre généalogique de la famille Malfète avec ses nombreux descendants, mais Julia ne lui raconte pas l'histoire de la famille                                                                                        |
| Jacquouille affirme que son défunt père était ivrogne et que sa mère a été dévorée par des loups. Il a également un frère du nom de Prosper avec qui il ne s'entend pas.                                     | André a un père ivrogne, une mère manchote, un frère nain et une sœur catin. |
| En récupérant les bijoux du Duc de Pouille dans une statue de l'évangile au présent, Jacquouille et Ginette se rhabillent, vont au bowling et s'offrent une Cadillac Eldorado d'une valeur de 75 000 francs. | En investissant les pierres précieuses incrustées sur le coffret, André et Angelique font du shopping dans les plus grands magasins de Chicago, dînent dans un grand restaurant et terminent la soirée dans une boîte de nuit.            |
| Jacquouille décide lui-même de rester vivre au XXe siècle. | Angélique pousse André à quitter son patron (Thibault) et vivre en homme libre. |
| Les protagonistes sont aidés par Ferdinand Eusebe, le dernier descendant du magicien Eusaebus, qui les a attendus toute sa vie, transmettant l'engagement de leur ancêtre depuis des générations.            | L'enchanteur voyage dans le présent afin de retrouver Thibault et André et ainsi les aider à retourner à leur époque. |
| Godefroy finit par convaincre Béatrice qu'il est son ancêtre après lui avoir montré le déplacement temporel de Jacquart (confondu avec Jacquouille).                                                         | Julia découvre d'elle-même son ascendance après avoir appris l'arrivée de l'enchanteur, par déplacement temporel, au musée. |
| Godefroy insiste pour que Jacquouille reparte avec lui au Moyen Âge. Jacquouille échange sa place avec Jacquart qui avait été enfermé et drogué, et c'est finalement Jacquart qui est renvoyé au Moyen Âge.  | D'abord réticent puis convaincu par Julia, Thibault accepte d'affranchir André et de le laisser vivre au présent. Plus tard, André et Angélique partent à Las Vegas, à bord d'une Plymouth Prowler, pour se marier.                       |
| Trouvant suffisamment de vaillance en lui-même, comme lui avait prédit le magicien, Godefroy dévie le tir de son arbalète et tue la sorcière au lieu du Duc de Pouille.                                      | Revenant peu avant de boire sa coupe, Thibault propose un échange avec le comte de Warwick en signe de paix et de fraternité. Se sentant démasqué, celui-ci recule pas-à-pas jusqu'à se défenestrer.                                      |

### Attribution des rôles

#### Jean Reno et Christian Clavier: le duo initial
|                                                                   |  |  |
| Christian Clavier et Jean Reno reprennent leurs rôles respectifs. |  |  |

Pour les deux rôles principaux, Jean-Marie Poiré fait appel à Jean Reno et Christian Clavier, les acteurs principaux du film originel et de sa suite : le film bénéficie ainsi de la notoriété de Jean Reno, déjà connu aux États-Unis dans Léon, Mission impossible et Godzilla, tandis que Christian Clavier, totalement inconnu là-bas, joue pour la première fois de sa carrière en anglais.
Christian Clavier et Jean Reno retrouvent donc leurs personnages respectifs de noble et d'écuyer. Néanmoins, on note certains changements, à commencer par les noms des personnages : Godefroy de Montmirail est devenu Thibault de Malfete et Jacquouille la Fripouille est devenu André le Pâté.

#### Acteurs secondaires
| |  |  |
| Christina Applegate joue un double-rôle équivalent à celui qu'interprétait Valérie Lemercier dans le film original (et Muriel Robin dans la suite). |  |  |

Les personnages de seconds plans, anglais ou américains, sont évidemment interprétés par des acteurs anglophones. Malcolm McDowell, acteur britannique principalement connu pour son rôle dans Orange mécanique, cachetonne avec le rôle du mage anglais. Christina Applegate, connue pour son rôle dans la série Mariés, deux enfants, interprète le double-rôle (équivalent à celui qu'interprétait Valérie Lemercier) de Rosaline/Julia. Tara Reid, déjà vue dans The Big Lebowski et American Pie, joue celle qui deviendra la petite amie d'André, Angélique. Kelsey Grammer, un acteur et humoriste américain, fait la narration au début du film.

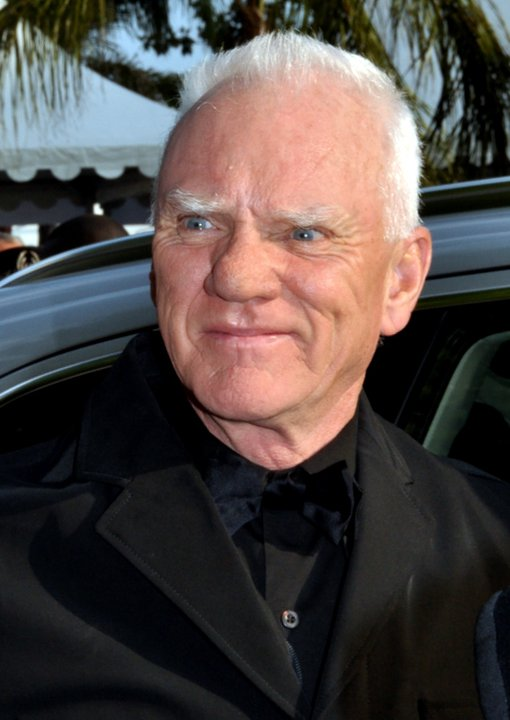
Malcolm McDowell
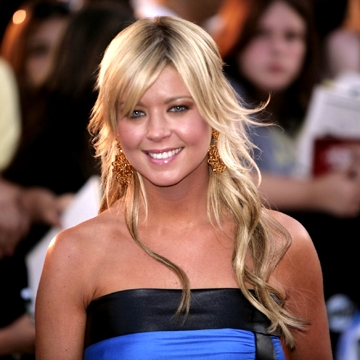
Tara Reid
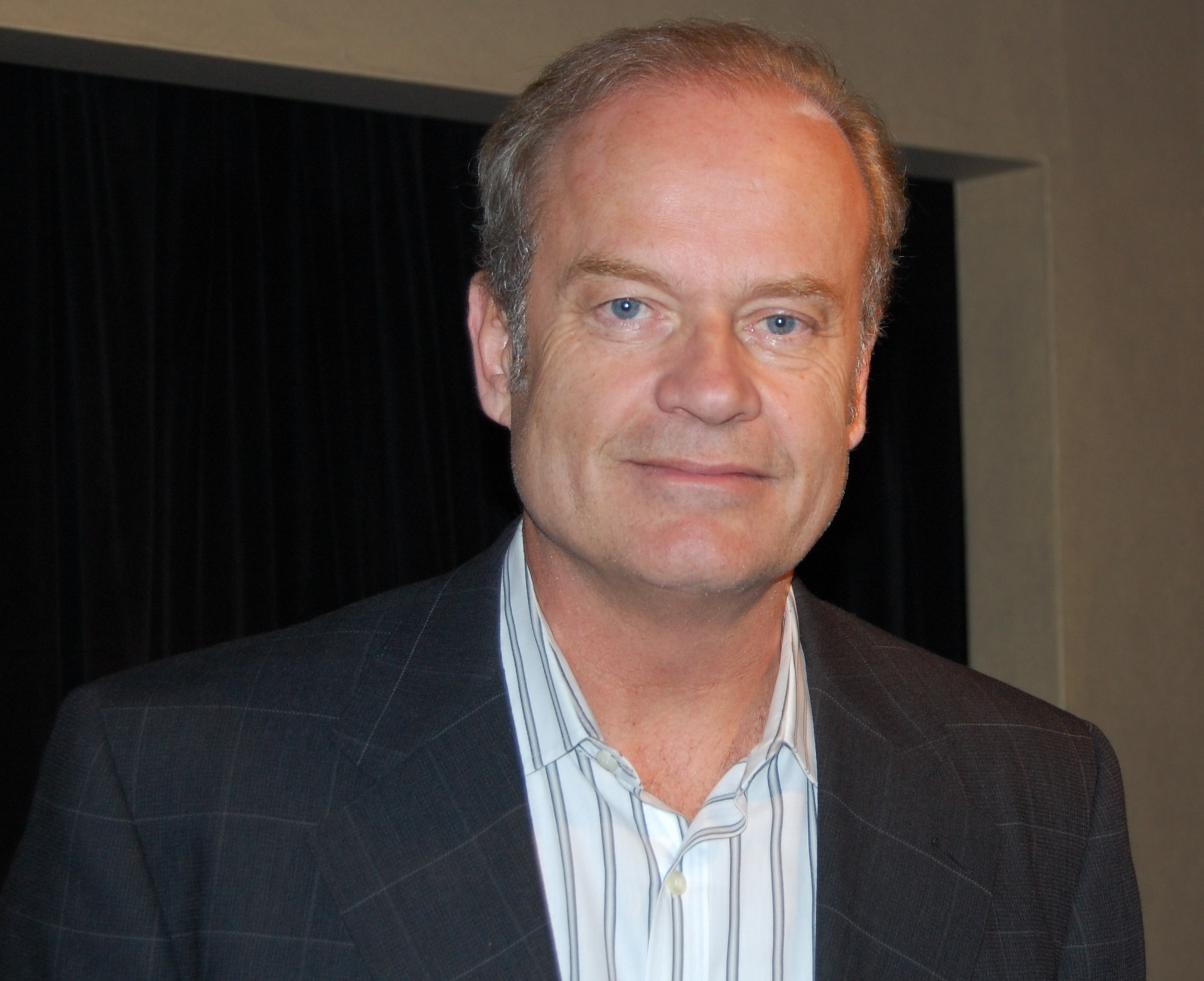
Kelsey Grammer

### Tournage
Le film a été tourné du 14 avril au 26 juin 1999 en Grande-Bretagne et à Chicago,,.
Pour le film Christian Clavier a eu recours à une coach, Vernice Klier, pour apprendre à jouer en anglais, ce film étant pour lui sa première occasion de jouer dans cette langue, avant la série Napoléon, pour laquelle il fera à nouveau appel à Vernice Klier,.

#### Lieux de tournage
Les lieux de tournage du film, situés au Royaume-Uni et aux États-Unis, sont les suivants :
- Royaume-Uni (notamment au pays de Galles et en Angleterre)
  - Château de Berkeley (les scènes du château de Malfète à la fin du film)
  - Lydney Park (en) (les scènes du début dans la campagne anglaise)
  - Studios de Shepperton
- États-Unis (principalement dans les États de l'Illinois et du Nevada)
  - Chicago
    - Field Museum of Natural History (les scènes d'extérieur du « Musée des Beaux-Arts de Chicago »)
    - 875 North Michigan Avenue

  - Valley of Fire (l'arrivée d'Angélique et André à Las Vegas)

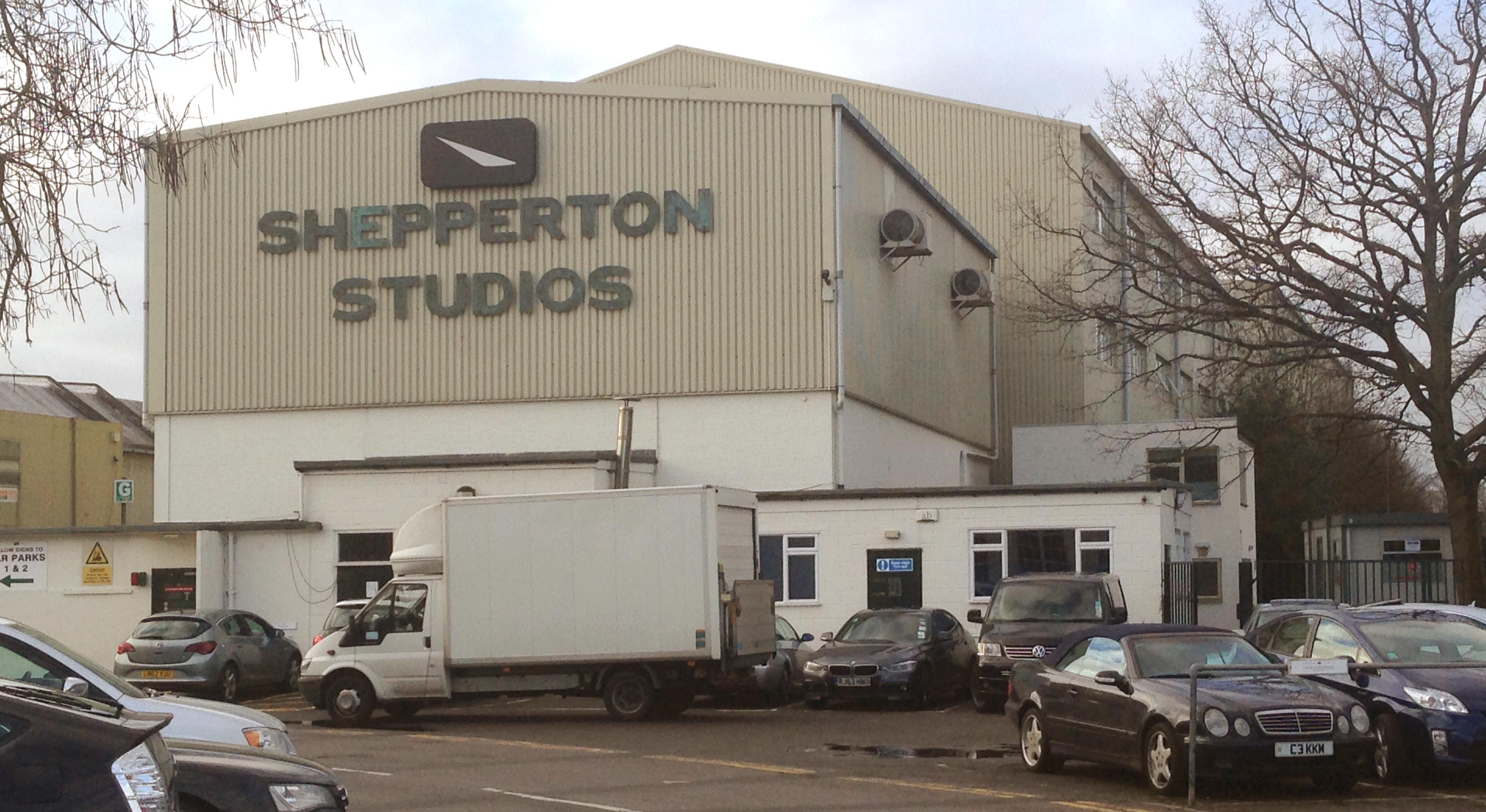
Une partie du tournage s'est déroulée aux Studios de Shepperton.
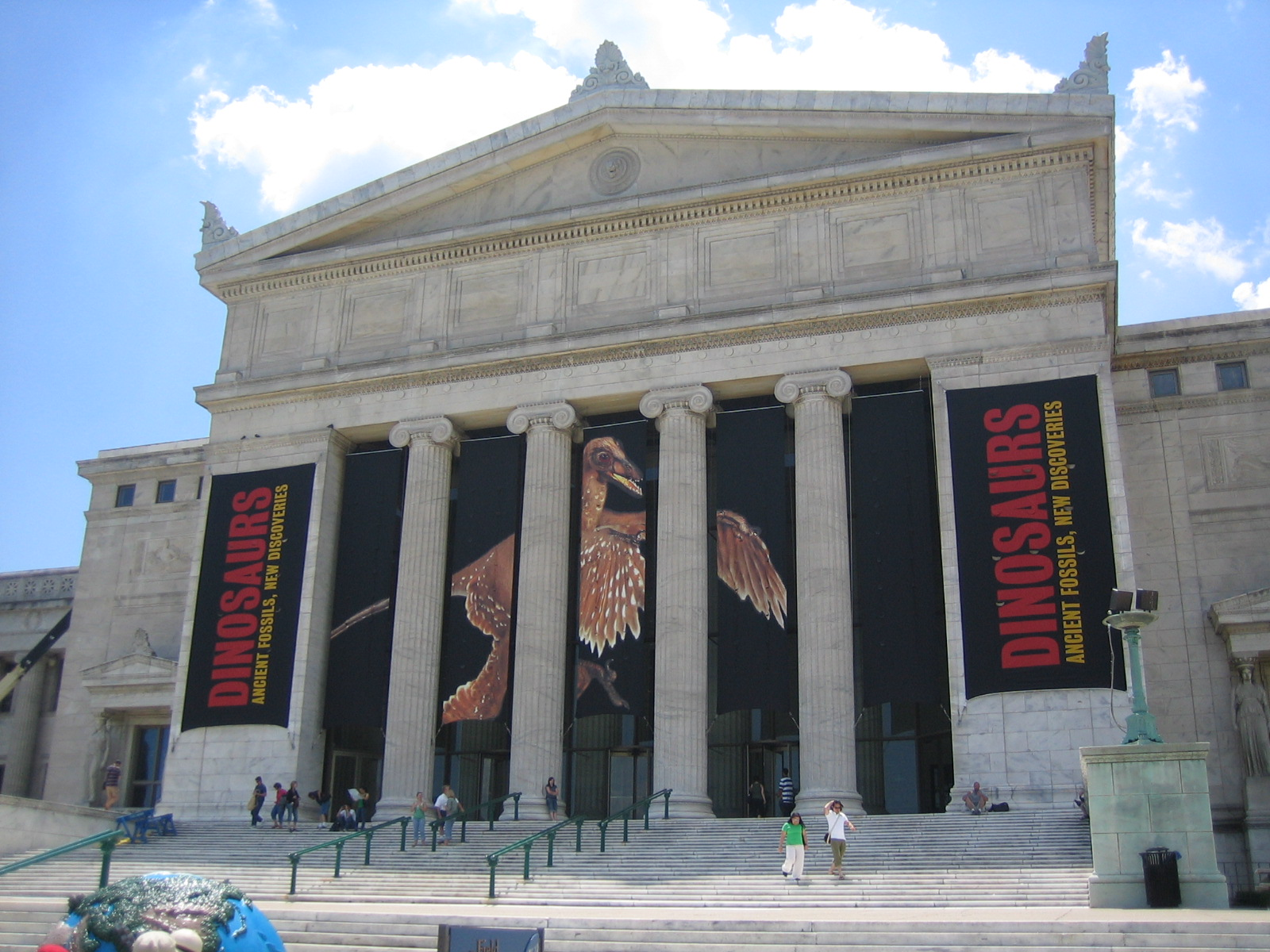
La façade Nord du Field Museum of Natural History.
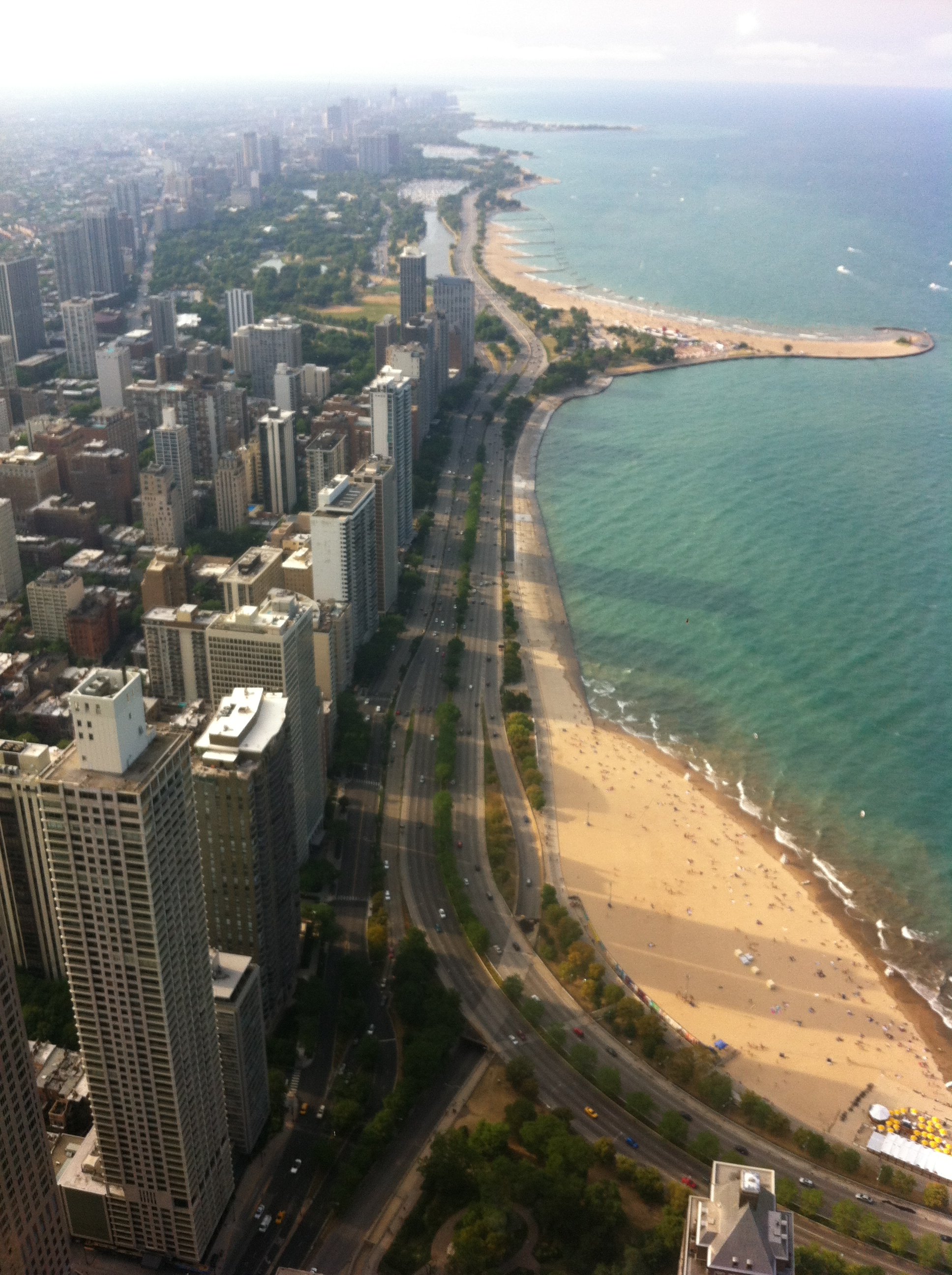
La vue qu'André et Angélique ont depuis l'observatoire du 875 North Michigan Avenue.
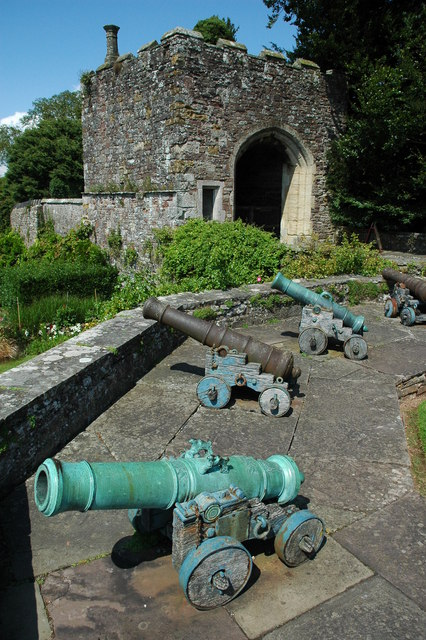
Une terrasse comportant des canons au château de Berkeley.
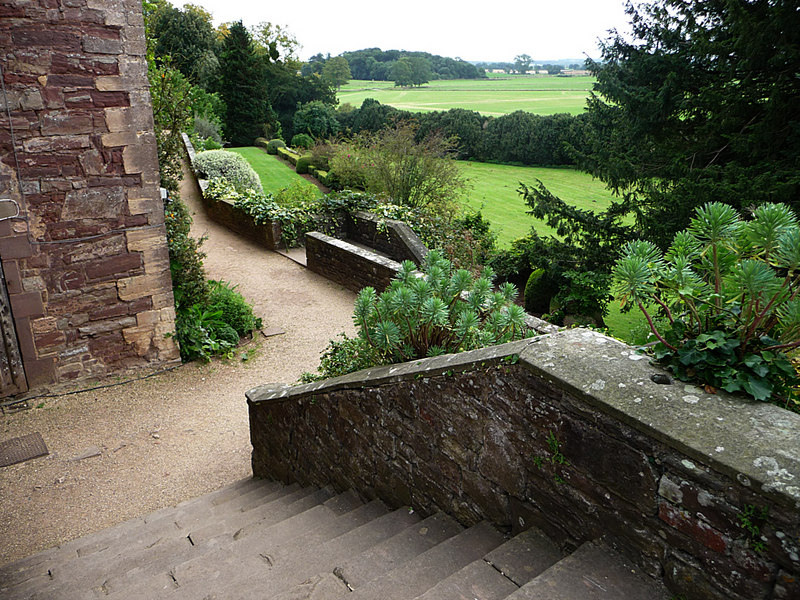
Un accès vers les jardins du château de Berkeley.

### Post-production

#### Effets spéciaux
Les effets spéciaux du film sont réalisés par Igor Sékulic, qui était coproducteur sur Les Couloirs du temps : Les Visiteurs 2.

#### Montage
Deux montages différents du film ont été réalisés : l'un pour la version américaine et internationale et l'autre pour la version française. Les différences se situent au début et à la fin du film et certaines séquences n'existent que dans la version française qui est plus longue d'une minute et 30 secondes.
La version américaine est celle qui a été diffusée à travers le monde, en étant soit doublée ou simplement sous-titrée dans d'autres langues. Le montage de la version française a servi uniquement à la version doublée en français et n'est repris par aucune des autres versions étrangères.
Une version italienne diffusée par dvd et Prime Video présente aussi le montage français.
| version américaine | version française |
| --- | --- |
| Le film débute par la séquence où le comte de Warwick se rend chez la sorcière, puis c'est l'arrivée de Thibault de Malfete au château du roi d'Angleterre. Une voix-off se charge de présenter les personnages.                                         | Le film commence par l'inauguration de la chambre de Thibault de Malfete dans le musée à Chicago (séquence inexistante dans la version américaine), puis l'arrivée du duc au château. Il n'y a pas de voix-off. |
| À la fin du film, Thibault et Rosaline s'embrassent, Hunter boit la potion par erreur et se retrouve au Moyen Âge, Julia visite les ruines du château de ses ancêtres et rencontre François Lecombier, et enfin André et Angélique arrivent à Las Vegas. | À la fin du film, Hunter boit la potion et disparait, André et Angélique arrivent à Las Vegas, Julia visite les ruines, Thibault et Rosaline s'embrassent, et le film se termine par l'arrivée de Hunter au Moyen Âge dans une version plus longue, avec notamment une mise en abyme où Matthew Ross se plaint du traitement de son personnage. |

## Bande-originale
Albums de John Powell
Shrek : Music From The Original Motion Picture
(15 mai 2001) Evolution : Original Motion Picture Soundtrack
(12 juin 2001)
| 1.    | Thibault Goes to England               | 2:39 |
| 2.    | The Hag's Hut                          | 2:28 |
| 3.    | Rosaline and Thibault                  | 1:31 |
| 4.    | Hallucination and Execution            | 1:10 |
| 5.    | To Chicago                             | 0:47 |
| 6.    | Kill the Car                           | 1:59 |
| 7.    | Thibault Sees Julia                    | 1:16 |
| 8.    | My Cousin, My Desendant                | 1:29 |
| 9.    | Ode de Toilet                          | 0:26 |
| 10.   | Tub for Two                            | 1:03 |
| 11.   | So Many Descendants                    | 0:21 |
| 12.   | Kissing Cousins                        | 0:38 |
| 13.   | Searching for a Wizard                 | 0:50 |
| 14.   | Another Visitor                        | 0:44 |
| 15.   | On the Bridge                          | 1:55 |
| 16.   | Feel Like a Lady                       | 1:04 |
| 17.   | André Can't Ask                        | 0:35 |
| 18.   | The Wizard Pulls Himself Together      | 1:02 |
| 19.   | The Wizard Cooks                       | 0:39 |
| 20.   | André Asks to Stay                     | 0:57 |
| 21.   | Not a Bunny                            | 1:04 |
| 22.   | The Big Chase                          | 2:01 |
| 23.   | What Will I Do Without You             | 1:45 |
| 24.   | Thibault and the Wizard Return Home    | 1:52 |
| 25.   | In the Icehall                         | 1:08 |
| 26.   | Hunter Gets It / Julia Sees the Castle | 1:43 |
| 27.   | Your Time Will Come                    | 2:56 |
| 36:02 |                                        |      |

## Accueil

### Promotion
Le titre provisoire du film était The Visitors, avant d'être nommé Just Visiting.
Le choix de Jean-Marie Poiré d'être crédité au générique sous le nom de Jean-Marie Gaubert serait, officiellement, dû au fait que son véritable patronyme est difficilement prononçable en anglais. Selon des informations parues dans la presse à l'époque de la sortie du film, le choix du réalisateur de ne pas figurer au générique aurait en réalité pour origine sa mésentente, durant le tournage, avec Christian Clavier. Jean-Marie Poiré n'a pas assuré la promotion du film.

### Sortie
Au printemps 2000, des projections des premières images du film sont organisées en la présence de Christian Clavier et de Jean Reno, devant un public composé de 400 Américains, en vue d'une sortie en fin d'année. La sortie du film est alors prévue à l'automne 2000 aux États-Unis puis à la fin de l'année en France. Elle est finalement repoussée au printemps 2001, autant pour les États-Unis (6 avril 2001), où le film est distribué dans près de 2000 salles, que pour la France (11 avril 2001).

### Accueil critique
En France, le site Allociné propose une note moyenne de 3⁄5 à partir de l'interprétation de critiques provenant de 9 titres de presse. C'est par ailleurs un des films les plus mal notés par les spectateurs sur le site Allociné (le 9e) avec une note de 1,1/5 (sur 8168 votes).
En Belgique, pour le journal La Libre, Les Visiteurs en Amérique est « navrant de bout en bout, ne laissant au spectateur pour s'occuper que le jeu des 7 erreurs entre la version originale et l'hollywoodienne », et le film d'origine a été transformé en « comédie romantique tendance cacaboudin chère à John Hughes ».
Aux États-Unis, le magazine Variety, malgré une critique négative, salue la qualité des effets spéciaux du film.
Pour l'ensemble des spectateurs dans le monde, la base de données internationale IMDb relève une note moyenne malgré tout convenable de 5,8/10 (sur 16.000 critiques spectateurs).

### Box-office
Contrairement au succès du film français, ce film ne convainc ni en France, ni aux États-Unis : après cinq semaines à l'affiche, le film rapporte 16 millions de dollars au box-office mondial pour un budget de production s'élevant à 55 millions de dollars. En France, le film totalise seulement 1 219 488 entrées en neuf semaines à l'affiche. Le film fut un désastre commercial à tel point qu'il fit plonger les comptes de la société Gaumont en 2000 avec une perte de 437 millions de francs, alors que la « firme à la marguerite » était déjà très affaiblie par l'échec cuisant de Vatel sorti au printemps 2000, un autre film français destiné à une carrière internationale,.
| Semaine | Semaine                   | Rang | Recettes    | Cumul       | Salles | no 1 du box-office hebdo.   |
| ------- | ------------------------- | ---- | ----------- | ----------- | ------ | --------------------------- |
| 1       | 6 avril au 12 avril 2001  | 12e  | 3 072 759 $ | 3 072 759 $ | 1 590  | Spy Kids                    |
| 2       | 13 avril au 19 avril 2001 | 16e  | 1 307 097 $ | 4 379 856 $ | 1 590  | Spy Kids                    |
| 3       | 20 avril au 26 avril 2001 | 30e  | 281 677 $   | 4 661 533 $ | 497    | Le Journal de Bridget Jones |
| 4       | 27 avril au 3 mai 2001    | 55e  | 41 701 $    | 4 703 234 $ | 72     | Driven                      |

| Semaine | Semaine                   | Rang | Entrées | Cumul             | Salles | no 1 du box-office hebdo.           |
| ------- | ------------------------- | ---- | ------- | ----------------- | ------ | ----------------------------------- |
| 1       | 11 avril au 17 avril 2001 | 1er  | 558 331 | 558 331 entrées   | 531    | Les Visiteurs en Amérique           |
| 2       | 18 avril au 24 avril 2001 | 3e   | 323 444 | 881 975 entrées   | 555    | Yamakasi                            |
| 3       | 25 avril au 1er mai 2001  | 5e   | 198 308 | 1 080 283 entrées | 523    | Le Fabuleux Destin d'Amélie Poulain |
| 4       | 2 mai au 8 mai 2001       | 11e  | 73 089  | 1 153 372 entrées | 396    | Le Fabuleux Destin d'Amélie Poulain |
| 5       | 9 mai au 15 mai 2001      | 18e  | 18 831  | 1 172 203 entrées | 262    | Le Fabuleux Destin d'Amélie Poulain |

## Distinctions
En 2002, le film reçoit deux « récompenses » à la cérémonie des Bidets d'or (une cérémonie humoristique inspirée des Razzie Awards américains et qui décerne des prix aux « pires » productions françaises de l'année) : le Bidet d'or de la pire idée de film de l'année et celui du Pire titre.

### Récompenses
- Bidets d'or 2002 :
  - Bidet d'or de la pire idée de film de l'année,
  - Bidet d'or du pire titre.

## Autour du film

### Arrêt de la franchise
Christian Clavier avouera quelque temps après la sortie du film, que l'idée de donner une suite aux Visiteurs 2 n'était plus d'actualité et que son rôle de Jacquouille faisait partie d'une époque révolue de sa carrière d'acteur. Jean Reno, de son côté, déclara souhaiter ne pas donner suite aux  Couloirs du temps, craignant « la suite de trop »[réf. nécessaire].
Quinze ans après l'échec des Visiteurs en Amérique, Clavier revient finalement sur sa décision en reprenant son rôle initial, aux côtés de Jean Reno et de Marie-Anne Chazel sous la direction de Jean-Marie Poiré (avec lequel il coécrit le scénario des Visiteurs pour la quatrième fois) pour la suite directe du deuxième épisode, Les Visiteurs 3. Le film, un temps intitulé Les Visiteurs 3 : La Terreur, raconte ainsi ce qu'il advient de Jacquouille et Godefroy après la fin du deuxième opus, où ils étaient arrivés par erreur à l'époque de la Révolution française. Le tournage a lieu au printemps 2015, et le film est sorti sur les écrans le 6 avril 2016, soit quinze ans jour pour jour après la sortie nationale américaine des Visiteurs en Amérique, le 6 avril 2001.

## Éditions en vidéo
- En France, le film Les Visiteurs en Amérique est sorti en DVD le 7 novembre 2001[26]. Par la suite, le film est ressorti en DVD le 1er mars 2008[27] et en VOD le 20 octobre 2008[a 1].

- Aux États-Unis, la sortie en DVD tombe le 11 septembre 2001, le jour des attentats du World Trade Center à New York[28].